# 下村猛
下村 猛（しもむら たけし、1940年〈昭和15年〉2月28日 - ）は、日本の政治家。元三重県松阪市長（2期）。

## 経歴
関西学院大学法学部政治学科卒。卒業後は民間企業勤務を経て、松阪市役所に入る。同和統括監、松阪市民病院事務部長などを歴任して、2000年に市役所を退職。退職後は松阪市社会福祉協議会事務局長に就任した。
2003年〈平成15年〉松阪市長野呂昭彦の三重県知事選挙立候補による松阪市長選挙に立候補し、自民、民主、公明、自由、社民各党の推薦を得て、無投票で初当選した。2005年〈平成17年〉松阪市は一志郡嬉野町・三雲町・飯南郡飯南町・飯高町との合併で新しい松阪市が発足。これに伴う市長選挙に立候補し、無投票で当選した。2009年〈平成21年〉の市長選挙では市長就任後に初めてとなる選挙戦となったが、医師で元三重県議の山中光茂に敗れた。